# Liste der Kulturdenkmäler in Mußbach
In der Liste der Kulturdenkmäler in Mußbach sind alle Kulturdenkmäler des Stadtteils Mußbach der rheinland-pfälzischen Stadt Neustadt an der Weinstraße aufgeführt. Grundlage ist die Denkmalliste des Landes Rheinland-Pfalz (Stand: 14. Januar 2025).

## Denkmalzonen
| Bezeichnung                   | Lage | Baujahr                            | Beschreibung | Bild                           |
| ----------------------------- | --- | ---------------------------------- | --- | ------------------------------ |
| Denkmalzone Johanniterviertel | An der Eselshaut 18–42 (gerade Nummern), 31, Herrenhofstraße 2, 4, 6, Lutwitzistraße 2–12 (gerade Nummern), 3 Lage | zweite Hälfte des 14. Jahrhunderts | Teil des Ortskerns, der größtenteils aus dem ehemaligen Herrenhof des Johanniterordens besteht; am Nordrand Pfarr- und ehemalige Simultankirche St. Johannes der Täufer, zweite Hälfte des 14. Jahrhunderts; ehemaliger Herrenhof des Johanniterordens mit Bautengruppe vor allem im Erscheinungsbild der zweiten Hälfte des 18. Jahrhunderts und Teilen der Ummauerung; Stein- und Fachwerkbauten, 16. bis 19. Jahrhundert | weitere Bilder Fotos hochladen |
| Denkmalzone Ortskern Mußbach  | An der Eselshaut 33–71 (ungerade Nummern), 44–74 (gerade Nummern), Kurpfalzstraße 1-35, 41, 47-77 (ungerade Nummern), 81, 83, 87, 97, 99, 2-6, 10-16, 20-40, 52-66 (gerade Nummern), Lauterbachstraße 1, Neugasse 2, Am Weißen Haus 1 Lage | 16. bis frühes 20. Jahrhundert     | geschlossene Bebauung mit Winzerhöfen, 16. bis frühes 20. Jahrhundert, prägend die spätbarocken und klassizistischen (Fachwerk)-des 18. und 19. Jahrhunderts | Fotos hochladen                |

## Einzeldenkmäler
| Bezeichnung                                        | Lage                                                                                | Baujahr                                  | Beschreibung | Bild                           |
| -------------------------------------------------- | ----------------------------------------------------------------------------------- | ---------------------------------------- | --- | ------------------------------ |
| Architekturteile                                   | Am Weißen Haus, an Nr. 3 Lage                                                       | 1598                                     | Renaissance-Architekturteile: prächtiges Halbsäulenportal, bezeichnet 1598; Wappenfragment der von Rammingen; Fenstergewände | BW                             |
| Katholische Kirche St. Johannes Baptist            | An der Bleiche Lage                                                                 | 1957–59                                  | Zentralbau mit Portikus und Kuppeldach, 1957–59, Architekten K. Butz und W. Blum; 2004 Abbruch des Turms wegen Baufälligkeit infolge der Glocken-Schwingungen | Fotos hochladen                |
| Mühle                                              | An der Eselshaut 15 Lage                                                            | 1694                                     | ehemalige Mühle; Winkelbau, bezeichnet 1694, im Kern eventuell älter, Erweiterung bezeichnet 1899 | BW                             |
| Hofanlage                                          | An der Eselshaut 27 Lage                                                            | 18. und 19. Jahrhundert                  | Hofanlage mit Gasthaus, 18. und 19. Jahrhundert; Krüppelwalmdachbau mit traufständigem Anbau, Torbogen bezeichnet 1773 | BW                             |
| Wohnhaus                                           | An der Eselshaut 29 Lage                                                            | 1411                                     | im Kern spätmittelalterliches Wohnhaus, 1411, spätbarock überformt, Ostflügel wohl frühes 19. Jahrhundert, rückwärtig Rest eines mittelalterlichen Schwebegiebels, 15. Jahrhundert; an der Kurpfalzstraße spätbarocker Torbogen, bezeichnet 1771 | BW                             |
| Wohnhaus                                           | An der Eselshaut 30 Lage                                                            | 1784                                     | spätbarocker Krüppelwalmdachbau, Hoftorbogen bezeichnet 1784 | BW                             |
| Rathaus                                            | An der Eselshaut 31 Lage                                                            | 1788                                     | klassizistischer Krüppelwalmdachbau, im Kern von 1788, Umbauten 1828 und 1837 | Fotos hochladen                |
| Weingut                                            | An der Eselshaut 32/32 a Lage                                                       | 16. bis 19. Jahrhundert                  | Weingut, 16. bis 19. Jahrhundert; barocker Walmdachbau, teilweise Fachwerk, späteres 17. Jahrhundert, überbauter Renaissance-Torbogen bezeichnet 1618, Bogenblende bezeichnet 1561, Fachwerkflügel bezeichnet 1874; ortsbildprägend | Fotos hochladen                |
| Schulhaus                                          | An der Eselshaut 34 Lage                                                            | 1730                                     | ehemalige Schule; stattlicher Barockbau von 1730, 1766 aufgestockt, in ortsbildprägender Lage | Fotos hochladen                |
| Reformiertes Schulhaus                             | An der Eselshaut 36 Lage                                                            | 1615                                     | ehemalige reformierte Schule; Renaissancebau mit Krüppelwalmdach, bezeichnet 1615 | Fotos hochladen                |
| Spolien                                            | An der Eselshaut, an Nr. 46 Lage                                                    | ab 1767                                  | spätbarocke Scheitelsteine, zwei bezeichnet 1780, einer bezeichnet 1767 | Fotos hochladen                |
| Spolien                                            | An der Eselshaut, an Nr. 47 Lage                                                    | 1807                                     | Inschriftstein, zwei Sandsteinspolien mit Inschrift, bezeichnet 1807; in die Hauswand integriert | Fotos hochladen                |
| Wohnhaus                                           | An der Eselshaut 49 Lage                                                            | Ende des 17. oder frühes 18. Jahrhundert | barockes Fachwerkhaus, teilweise massiv, Krüppelwalmdach, Ende des 17. oder frühes 18. Jahrhundert, Schlussstein der ehemaligen Torfahrt bezeichnet 1699, Kellerportal bezeichnet 1721; straßenbildprägend | BW                             |
| Torbogen                                           | An der Eselshaut, an Nr. 50 Lage                                                    | 1727                                     | barocker Torbogen, bezeichnet 1727 | BW                             |
| Wohnhaus                                           | An der Eselshaut 51 Lage                                                            | 1723                                     | barockes Fachwerkhaus, teilweise massiv, bezeichnet 1723, Toranlage bezeichnet 1824, transloziertes Gartenportal bezeichnet 1592 | BW                             |
| Spolie                                             | An der Eselshaut, an Nr. 53 Lage                                                    | 1739                                     | barocker Inschriftenstein, bezeichnet 1739 | BW                             |
| Hofanlage                                          | An der Eselshaut 55 Lage                                                            | 16. bis 19. Jahrhundert                  | Dreiseithof, 16. bis 19. Jahrhundert; Wohnhaus und Altenteil, beide teilweise Fachwerk, (Krüppel)-Walmdach, 18. Jahrhundert, Anbau bezeichnet 1807 und 1733 (Spolie), Scheune bezeichnet 1852, Toranlage bezeichnet 1756 und (1)597 | BW                             |
| Spolie                                             | An der Eselshaut, an Nr. 57 Lage                                                    | 1619                                     | ehemaliger Renaissance-Torbogenschlussstein, bezeichnet 1619 | BW                             |
| Torbogen                                           | An der Eselshaut, an Nr. 67 Lage                                                    | 1598                                     | Renaissance-Torbogen, bezeichnet 1598 | Fotos hochladen                |
| Hofanlage                                          | An der Eselshaut 68 Lage                                                            | 1716                                     | Hofanlage; barocker Winkelbau, teilweise Fachwerk, bezeichnet 1716, Ausstattung, Stallanbau bezeichnet 1838 | Fotos hochladen                |
| Wohnhaus                                           | An der Eselshaut 70 Lage                                                            | 18. Jahrhundert                          | im Kern barockes Fachwerkhaus, teilweise massiv, 18. Jahrhundert | Fotos hochladen                |
| Hofanlage                                          | An der Eselshaut 71 Lage                                                            | 16. bis 20. Jahrhundert                  | Dreiseithof, 16. bis 20. Jahrhundert, ehemaliges Gasthaus „Zum Schwan“; im Kern barockes Wohnhaus, bezeichnet 1716, Torbogen bezeichnet 1733(?), Toranlage bezeichnet 1772, Renaissance-Spolien | BW                             |
| Wohnhaus                                           | An der Eselshaut 72 Lage                                                            | 1705                                     | barocker Walmdachbau, teilweise Fachwerk, bezeichnet 1705, Toranlage bezeichnet 1628, Scheune mit Weinkeller bezeichnet 1866 | Fotos hochladen                |
| Wohnhaus                                           | Eberhardstraße 5 Lage                                                               | nach 1270                                | Überrest eines gotischen Wohnturms, nach 1270 | BW                             |
| Toranlage                                          | Eberhardstraße, an Nr. 12 Lage                                                      | 1753                                     | Toranlage, bezeichnet 1753 | BW                             |
| Hofanlage                                          | Eberhardstraße 17 Lage                                                              |                                          | Dreiseithof; malerisch gestaffelte Fachwerkbauten, teilweise massiv, Hauptgebäude im Kern renaissancezeitlich oder älter | BW                             |
| Toranlage                                          | Herrenhofstraße, an Nr. 1 Lage                                                      | 18. Jahrhundert                          | barocke Toranlage, 18. Jahrhundert | BW                             |
| Pfarrhof                                           | Herrenhofstraße 2 Lage                                                              | 18. Jahrhundert                          | ehemaliger Pfarrhof; eingeschossiger Krüppelwalmdachbau, 18. Jahrhundert, Toranlage bezeichnet 1729 (?), zwei ehemalige Rundbogendurchgänge, bezeichnet (15)92 und 1561 | BW                             |
| Hofanlage                                          | Herrenhofstraße 4 Lage                                                              | 1521                                     | Streckhof; im Kern spätmittelalterlicher Krüppelwalmdachbau, teilweise Fachwerk, datiert 1521, Torbogen bezeichnet 1752 | Fotos hochladen                |
| Herrenhof                                          | Herrenhofstraße 6 Lage                                                              | ab dem 16. Jahrhundert                   | ehemalige Johanniterschaffnei, von Bruchsteinmauer umgebenes ehemaliges Hofgut; Toranlage wohl aus dem 16. Jahrhundert (um 1530?), spätgotisches Portal zum ehemaligen Friedhof; im Kern spätgotischer Getreidekasten mit Renaissance-Treppenturm, 1582; Schaffnerei, siebenachsiger Walmdachbau, 1773/74, Ausstattung; mehrteiliger Stallbau, im Kern aus dem 16. Jahrhundert (?), bezeichnet 1904 (Westteil), Spolien bezeichnet 1773 und 1530; Bruchstein-Scheunentrakt, Remise; Kutscherhaus, eingeschossiger Walmdachbau, 1775; Krüppelwalmdachbau frühes 19. Jahrhundert; klassizistisches Weinbergshaus mit Walmdach, 1831; an der Kirche Grabstein um 1668, Lapidarium mit Grabsteinen vom 16. bis zum 18. Jahrhundert | weitere Bilder Fotos hochladen |
| Torbogen                                           | Kleingasse, an Nr. 5 Lage                                                           | spätes 17. Jahrhundert                   | barocker Torbogen, spätes 17. Jahrhundert | BW                             |
| Torbogen                                           | Kleingasse, an Nr. 15 Lage                                                          | 1736                                     | barocker Torbogen, bezeichnet 1736 | BW                             |
| Schaffelmühle                                      | Kleingasse 16a Lage                                                                 | 1799                                     | ehemalige Schaffel-, Schabell- oder Schawellmühle; spätbarocker Mansarddachbau, bezeichnet 1799, Erweiterung bezeichnet 1830, Stall bezeichnet 1863, Remise, Scheune | BW                             |
| Torbogen                                           | Kurpfalzstraße, an Nr. 10 Lage                                                      | 1597                                     | Renaissance-Torbogen, bezeichnet 1597 | BW                             |
| Wohnhaus                                           | Kurpfalzstraße 11 Lage                                                              | 1726                                     | barockes Fachwerkhaus, teilweise massiv, Krüppelwalmdach, bezeichnet 1726 | Fotos hochladen                |
| Wohnhaus                                           | Kurpfalzstraße 13 Lage                                                              | 1603                                     | zweiteiliger Fachwerkbau, teilweise massiv, 1603, Vorderhaus erste Hälfte des 18. Jahrhunderts | BW                             |
| Wohnhaus                                           | Kurpfalzstraße 14 Lage                                                              | 18. Jahrhundert                          | breitgelagerter Krüppelwalmdachbau, im Kern aus dem 18. Jahrhundert, anschließend Fachwerkhaus, teilweise massiv, wohl um 1700 | BW                             |
| Torbogen                                           | Kurpfalzstraße, an Nr. 17 Lage                                                      | 1621                                     | Renaissance-Torbogen, bezeichnet 1621 | Fotos hochladen                |
| Toranlage                                          | Kurpfalzstraße, an Nr. 19 Lage                                                      | 1821                                     | nachbarocke Toranlage, bezeichnet 1821 | Fotos hochladen                |
| Hofanlage                                          | Kurpfalzstraße 20 Lage                                                              | 1725                                     | im Kern barocker Dreiseithof, teilweise Fachwerk, Toranlage bezeichnet 1725 | BW                             |
| Wohnhaus                                           | Kurpfalzstraße 21 Lage                                                              | 1770                                     | spätbarockes Fachwerkhaus, teilweise massiv, Krüppelwalm, bezeichnet 1770 (?) | Fotos hochladen                |
| Torbogen                                           | Kurpfalzstraße, an Nr. 22 Lage                                                      | 1791                                     | spätbarocker Torbogen, bezeichnet 1791 | BW                             |
| Toranlage                                          | Kurpfalzstraße, an Nr. 29/31 Lage                                                   | 1710                                     | barocke Toranlage, bezeichnet 1710 | Fotos hochladen                |
| Hofanlage                                          | Kurpfalzstraße 31 Lage                                                              | frühes 18. Jahrhundert                   | Hakenhof; Fachwerkhaus mit Krüppelwalmdach, teilweise massiv, im Kern aus dem frühen 18. Jahrhundert, um 1800 spätbarock überformt, Scheunenportal bezeichnet 1755(?) | Fotos hochladen                |
| Torbogen                                           | Kurpfalzstraße, an Nr. 33 Lage                                                      | 1746                                     | barocker Torbogen, bezeichnet 1746 | Fotos hochladen                |
| Weingut                                            | Kurpfalzstraße 46/48 Lage                                                           | 1899                                     | spätgründerzeitliches Weingut; neubarocke Walmdach-Villa, 1899, mit Ausstattung, eingeschossige Ökonomie mit Drempel, Kelleranlage | BW                             |
| Weingut                                            | Kurpfalzstraße 49 Lage                                                              | 1862                                     | Weingut; spätklassizistischer Walmdachbau mit Drempel, bezeichnet 1862, Kelterhaus ab 1886, bezeichnet 1904, Jugendstileinfriedung | BW                             |
| Weißes Haus                                        | Kurpfalzstraße 67–77 (ungerade Nummern) Lage                                        | 16. bis 19. Jahrhundert                  | Weingut, 16. bis 19. Jahrhundert; Nr. 67 Treppengiebelbau, Rundbogenstil, um 1890 mit Renaissancebauteilen, um 1600, Ausstattung; barocke Scheune mit Renaissance-Bauteilen, bezeichnet 1608; Nr. 73 dreigeschossiger Pultdachbau mit turmartigem Treppenhaus, um 1890, Scheune wenig jünger; Hofmauer mit Toranlage, 16. Jahrhundert, Zinnenaufsatz 19. Jahrhundert | weitere Bilder Fotos hochladen |
| Wohnhaus                                           | Kurpfalzstraße 97 Lage                                                              | 1716                                     | barocker Fachwerkbau, teilweise massiv, bezeichnet 1716 | BW                             |
| Karl-Theodor-Schlößchen                            | Kurpfalzstraße 99 Lage                                                              | 19. Jahrhundert                          | Weingut; spätklassizistische Baugruppe aus Wohnhaus und eingeschossigem Kelterhaus, beide mit Drillingsfenstern, am Weingarten Säulenpergola, um 1780; Takenplatten 16. bis 18. Jahrhundert; bauliche Gesamtanlage | Fotos hochladen                |
| Friedhofseinfriedung, Friedhofskreuz und Grabmäler | Lauterbachstraße, auf dem Friedhof Lage                                             | 19. und 20. Jahrhundert                  | Teile der Bruchsteinmauer, zwei Eingänge mit Sandsteinpfeilern und Tor, Mitte des 19. Jahrhunderts; seitlich des Südeingangs Inschriftenstein bezeichnet 1594; Friedhofskreuz, bezeichnet 1842; Grabmäler: Familie Fischer, translozierte Galvanoplastik einer Trauernden, spätes 19. Jahrhundert; Ph. Schneider († 1885), Eichenbaumstumpf; Familie Th. Rolland († 1909), Ädikula mit figürlichem Bronzerelief, Einfriedung mit Pfeilerchen | Fotos hochladen                |
| Protestantische Kirche                             | Lutwitzistraße 3 Lage                                                               | zweite Hälfte des 14. Jahrhunderts       | ehemalige Johanniterkirche, gotischer Chor mit Flankenturm, zweite Hälfte des 14. Jahrhunderts, Langhaus umgebaut(?) 1534 und bezeichnet 1728, Ausstattung; Kriegerdenkmal 1914/18, Heiliger Georg, bezeichnet 1928/2-1929, Architekten W. Schönwetter und O. Schaltenbrand, Bildhauer William Ohly | Fotos hochladen                |
| Weingut                                            | Meckenheimer Straße 1 Lage                                                          | 1825                                     | stattliches Weingut; klassizistisches Wohnhaus 1825, Kelterhaus bezeichnet 1825 und 1848, eingeschossiges Kellereigebäude, jüngere Scheune | BW                             |
| Katholisches Pfarrhaus                             | Pfarrhausstraße 16 Lage                                                             | 1908                                     | eingeschossiger Sandsteinquaderbau mit Drempel, bezeichnet 1908, Architekt Wilhelm Schulte I, Walmdachremise | BW                             |
| Schulhaus                                          | Schulstraße 12 Lage                                                                 | 1892                                     | ehemalige Schule; spätgründerzeitlicher Repräsentativbau, Neurenaissance, bezeichnet 1892 | BW                             |
| Spolie                                             | Zum Ordenswald, an Nr. 2 Lage                                                       | 1712                                     | barocker Scheitelstein, bezeichnet 1712 | BW                             |
| Wohnhaus                                           | Zum Ordenswald 2a Lage                                                              | frühes 18. Jahrhundert                   | barockes Fachwerkhaus, teilweise massiv, frühes 18. Jahrhundert | BW                             |
| Spolie                                             | Zum Ordenswald, an Nr. 24 Lage                                                      | 18. Jahrhundert                          | barocker Volutenstein, 18. Jahrhundert | BW                             |
| Kilometerstein                                     | nördlich des Ortes an der L 516 Lage                                                | nach 1872                                | Kilometerstein; Sandsteinzylinder, nach 1872 | Fotos hochladen                |
| Wegekreuz                                          | nördlich des Ortes und nördlich des Bahnhofs Königsbach; Flur Holzweg Lage          | 1827                                     | Wegekreuz; reliefiert, bezeichnet 1827 | Fotos hochladen                |
| Weinbergshaus                                      | nordöstlich des Orts zwischen B 38 und Hohlbaumweg; Flur In den hundert Morgen Lage |                                          | Weinbergshaus; überkuppelt, auf kreisförmigem Grundriss | BW                             |